# Liste des films soviétiques sortis en 1925
Cet article présente une liste des films produits en Union soviétique en 1925 :

## 1925
| 1925                          |                       |                                           |
| Aero NT-54                    | Аэро НТ-54            | Nikolaï Petrov                            |
| La Grève                      | Стачка                | Sergueï Eisenstein                        |
| Le Cuirassé Potemkine         | Броненосец «Потёмкин» | Sergueï Eisenstein                        |
| La Fièvre des échecs          | Шахматная горячка     | Vsevolod Poudovkine et Nikolaï Shpikovsky |
| Fedka's Truth                 | Федькина правда       | Olga Preobrajenskaïa                      |
| Son appel                     | Его призыв            | Yakov Protazanov                          |
| Les Michkas contre Ioudenitch | Мишки против Юденича  | Grigori Kozintsev et Leonid Trauberg      |
| Le Rayon de la Mort           | Луч смерти            | Lev Koulechov                             |
| Le Tailleur de Torjok         | Закройщик из Торжка   | Yakov Protazanov                          |